# Nederlandse associatie voor legale Cannabis en haar Stoffen als Medicatie
De stichting Nederlandse associatie voor legale cannabis en haar stoffen als medicatie (NCSM) heeft als hoofddoel het geven van informatie over legale cannabis (marihuana) als medicijn. Ook probeert ze informatie over marihuana als medicijn te bevorderen, bijvoorbeeld door onderzoek. Deze Nederlandse stichting is opgericht in februari 2008 naar aanleiding van de ontwikkelingen rond het programma voor medicinale cannabis van de Nederlandse overheid.
De NCSM heeft geen winstoogmerk en doet haar werk dankzij donaties. Hierdoor is de stichting volledig onafhankelijk.

## Ontstaansgeschiedenis
De stichting NCSM werd in februari 2008 opgericht. Aanleiding hiervoor was de beleidsbrief van Minister van Volksgezondheid Ab Klink, die schreef het beleid met betrekking tot de beschikbaarheid van medicinale cannabis voor wetenschappelijk onderzoek en productontwikkeling met vijf jaar te verlengen.
In diezelfde brief is minister Klink "van mening dat medicinale cannabis een gewoon geregistreerd geneesmiddel moet worden." Ook de leveringen via de apotheek aan patiënten dienen door te gaan zolang er geen alternatieven zijn en het exploitatietekort van het Bureau Medicinale Cannabis (BMC) binnen acceptabele grenzen blijft.
Deze benadering van minister Klink kan in samenhang worden gezien met de Opiumwet waarin wordt bepaald dat de minister van Volksgezondheid ervoor zorg draagt dat in Nederland voldoende cannabis wordt geteeld voor wetenschappelijk onderzoek naar de wetenschappelijke toepassing daarvan en voor de productie van geneesmiddelen.
Diverse organisaties en instellingen binnen Nederland wilden met de oprichting van een stichting een gemeenschappelijke impuls geven aan de door de minister geboden ontwikkelingskansen en richtten gezamenlijk de NCSM op.
In het oprichtingsjaar bracht de stichting een website uit en organiseerde ze een symposium voor patiëntenorganisaties en wetenschappers.

## Organisatie
De stichting bestaat organisatorisch uit een dagelijks bestuur waarin wetenschappers zitten en een Raad van Toezicht, waarvan Rob Verpoorte voorzitter is. Ook het ministerie van VWS is vertegenwoordigd in de Raad van Toezicht.
Fondsen komen voort uit donaties, waardoor de stichting onafhankelijk kan blijven.

## Hoofddoelen
De NCSM heeft als hoofddoelen:
1. Het verzamelen van betrouwbare informatie over cannabis als medicijn
Omdat cannabis in de media vooral aandacht krijgt als illegale drug is het belangrijk om volledige en betrouwbare informatie te verstrekken over het gebruik van cannabis als medicijn. Informatie die door de stichting wordt verstrekt is wetenschappelijk onderbouwd.
Daarnaast is de stichting ook betrokken bij het stimuleren van nieuw onderzoek over medicinale cannabis. Ook vat de NCSM buitenlandse studies en publicaties samen in het Nederlands, zodat ze voor iedereen te begrijpen zijn.
Ten slotte worden ook internationale symposia en congressen bezocht om op de hoogte te blijven van ontwikkelingen over medicinale cannabis in de hele wereld.
2. Het opzetten van netwerken en het stimuleren van een rationele dialoog
De NCSM voert overleg met partijen die betrokken zijn bij de productie van medicinale cannabis en ze staat open voor discussies. Ook wordt er samengewerkt met verwante organisaties in het buitenland, zoals bijvoorbeeld de IACM (de Internationale Associatie voor Cannabis als Medicijn). Elke twee jaar wordt er ook een symposium over medicinale cannabis georganiseerd om het onderwerp onder de aandacht te brengen.